# Chromidina elegans
Espèce

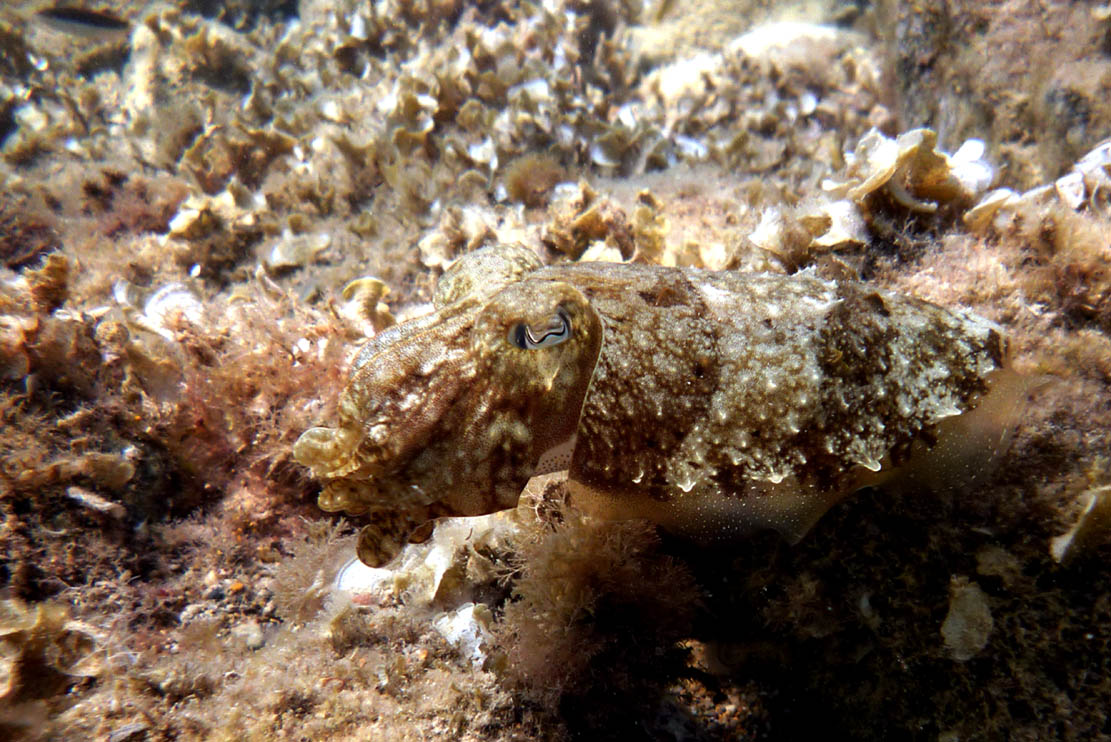
La seicheSepia elegans, hôte de Chromidina elegans

Chromidina elegans est une espèce de ciliés, un type d'eucaryotes unicellulaires parasites des sacs rénaux des Céphalopodes ,,, en particulier la seiche Sepia elegans.
L'espèce a été redécrite en 2016, à partir de spécimens en collection au Muséum national d'histoire naturelle.